# Układowe zapalenia naczyń
Układowe zapalenia naczyń (łac. vasculitis systematica) – heterogenna grupa schorzeń zaliczanych do układowych chorób tkanki łącznej, w których dochodzi do uszkodzenia ścian naczyń krwionośnych przez proces zapalny. Uszkodzenie ścian naczyń może prowadzić do krwawień albo do zaburzeń zakrzepowo-zatorowych. Uważa się, że w powstawaniu pierwotnych układowych zapaleń naczyń biorą udział procesy autoimmunologiczne.

## Podział
- pierwotne układowe zapalenia naczyń – przyczyna choroby jest nieznana
- wtórne układowe zapalenia naczyń – zmiany w naczyniach występują w przebiegu innych chorób lub są wywołane przez leki

### Zapalenia pierwotne
- ziarniniakowatość z zapaleniem naczyń
- mikroskopowe zapalenie naczyń
- zespół Churga-Strauss
- zespół Goodpasture’a
- zapalenie małych naczyń skóry
- zapalenie naczyń związane z IgA
- pokrzywkowe zapalenie naczyń
- zapalenie naczyń w przebiegu krioglobulinemii mieszanej
- guzkowe zapalenie tętnic
- choroba Kawasakiego
- choroba Behçeta
- Takayasu
- olbrzymiokomórkowe zapalenie tętnic

### Zapalenia wtórne
Występują w przebiegu:
- reumatoidalnego zapalenia stawów
- tocznia układowego
- twardziny układowej
- zapalenia wielomięśniowego
- zapalenia skórnomięśniowego
- zespołu Sjögrena
- wrzodziejącego zapalenia jelita grubego
- choroby Leśniowskiego-Crohna
- chorób nowotworowych (najczęściej chłoniaków)
- w przebiegu zakażeń wirusowych (najczęściej HBV, HCV, parwowirus B19) i bakteryjnych (na przykład dwoinka zapalenia płuc)
- po niektórych lekach (najczęściej leki przeciwbakteryjne i przeciwwirusowe, szczepionki i surowice, selektywne inhibitory zwrotnego wychwytu serotoniny, leki przeciwdrgawkowe, karbidopa i lewodopa, leki moczopędne)